# Kabupaten Mandailing Natal
Kabupaten Mandailing Natal är ett kabupaten i Indonesien.   Det ligger i provinsen Sumatera Utara, i den västra delen av landet, 1 100 km nordväst om huvudstaden Jakarta. Antalet invånare är 426 194.